# Атанас Назлъмов
Атанас Григориев Назлъмов е български офицер (генерал-лейтенант) и началник на Щаба на войската (1907 – 1910).

## Биография
Атанас Назлъмов е роден на 15 септември 1863 г. в Болград. През 1882 г. завършва Военното на Негово Княжеско Височество училище, на 30 август е произведен в чин подпоручик и зачислен в Първи конен полк. На 30 август 1885 г. е произведен в чин поручик

### Сръбско-българска война (1885)
През Сръбско-българската война (1885) е ординарец началника на левия фланг на Сливнишката позиция и е в разпореждане на началника на Западния корпус. Взема участие в Сливнишкото отбранително сражение (5 – 7 ноември) и Пиротското сражение (14 – 15 ноември).
Служи в 2-ри конен полк и 3-ти конен полк. През 1887 г. е произведен в чин ротмистър и същата година, като офицер от 3-ти конен полк е командирован за обучение в Академията на Генералния щаб в Брюксел, Белгия, като след края на 1-ви курс е преведен в Академията на ГЩ в Торино, Италия. Завършва обучението си през 1891 г. През 1892 г. е произведен в чин майор, а през 1896 г. е произведен в чин подполковник. През 1898 г. е назначен за началник на отделение в Щаба на войската и на 18 февруари 1899 г. е назначен за командир на 1-ви конен полк, на която длъжност е до 26 януари 1904 г., като на 15 ноември 1900 г. е произведен в чин полковник.
През 1904 г. полковник Атанас Назлъмов е назначен за помощник-началник на Щаба на армията, след което през 15 март 1905 г. е назначен за началник на Военното на Негово Княжеско Височество училище, на която длъжност е до 7 ноември 1907 г. През 1906 г. е произведен в чин генерал-майор и на 2 ноември 1907 г. е назначен за началник на Щаба на войската, на която длъжност е до 27 март 1910 г. На 1 април 1910 г. е назначен за инспектор на конницата, на която длъжност е до 5 август 1913 г.

### Балканска война (1912 – 1913)
По време на Балканската война (1912 – 1913) командва Кавалерийската дивизия.
На 6 август 1915 г. се уволнява от служба по собствено желание, но при мобилизацията за Първата световна война (1915 – 1918) получава назначение в тила на действащата армия. В началото на военните действия срещу Румъния през 1916 г. е началник на отбраната на р. Дунав в района между Силистра и Тутракан, а по-късно командва войските действащи на левия бряг на реката. След като през септември 1918 г. 2-ра българска армия е разформирана, поема командването на окупационните войски в цяла Добруджа с правата на командващ армия. На 30 май 1918 г. е произведен в чин о. з. генерал-лейтенант и уволнен от служба.
О. з. генерал-лейтенант Атанас Назлъмов умира през 1934 г. в София.

## Военни звания
- Подпоручик (30 август 1882)
- Поручик (30 август 1885)
- Ротмистър (1887)
- Майор (1892)
- Подполковник (1896)
- Полковник (15 ноември 1900)
- Генерал-майор (1906)
- о. з. Генерал-лейтенант (30 май 1918)

## Награди
- Орден „За храброст“ III степен, 1-ви и 2-ри клас; IV степен, 2-ри клас
- Орден „Св. Александър“ II степен с мечове, III степен без мечове
- Орден „За военна заслуга“ II степен
- Орден „Стара планина“ I степен с мечове, посмъртно[4]